# Periscyphis omanensis
Periscyphis omanensis är en kräftdjursart som beskrevs av Stefano Taiti och Franco Ferrara 1991. Periscyphis omanensis ingår i släktet Periscyphis och familjen Eubelidae. Inga underarter finns listade i Catalogue of Life.